# Saint-Jacques-de-la-Lande
Saint-Jacques-de-la-Lande é uma comuna francesa na região administrativa da Bretanha, no departamento Ille-et-Vilaine. Estende-se por uma área de 11,83 km². Em 2010 a comuna tinha 13 687 habitantes (densidade: 1 157 hab./km²).